# 김만중
김만중(金萬重, 1637년 3월 6일~1692년 6월 14일)은 홍문관 대제학 등을 지낸, 조선 시대 중후엽대의 소설가이자 문신이다. 본관은 광산 김씨이고, 호는 서포(西浦)이며, 시호는 문효(文孝)이고, 한글 소설 《구운몽》은 그의 자작 집필 소설이다.

## 생애
숙종(肅宗)의 정비 인경왕후의 친정 아버지 김만기의 동생이며, 임술삼고변(壬戌三告變)에 가담했던 김익훈은 작은아버지가 된다. 숙종이 장희빈을 총애할 때 숙종의 면전에다 조사석의 베갯머리 송사냐고 물었다가 바로 파직되기도 했다. 기사환국 이후 남인의 정치보복으로 유배된 후 배소에서 사망한다.
1680년(숙종 6년) 보사원종공신 1등(保社原從功臣一等)에 책록되었다. 서인 노론계열 중신으로, 한글 소설인 구운몽과 사씨남정기는 그의 대표작이다. 김장생의 증손이고, 신독재 김집은 그의 종조부였다. 또한 김춘택의 종조부가 된다.
그의 증조부는 문원공 김장생으로 저명한 성리학자이자 서인예학의 태두였다. 그는 조광조에서 시작되어 백인걸을 거쳐 이이, 성혼으로 이어지는 학통을 후에 김집, 안방준 등을 거쳐 송시열, 송준길, 이유태, 윤선거, 윤문거 등에게 전달하는 역할을 하였다. 신독재 김집은 그의 종조부로 할아버지 김반의 형이었다.
아버지 김익겸은 일찍이 병자호란 때 강화도에서 순절했기에, 김만중은 유복자로 태어나 어머니 윤씨로부터 형 김만기와 함께 자상하고 엄격한 교육을 받았다. 윤씨는 한문 실력을 갖추고 있어 직접 아들들을 가르쳤다고 한다. 김만중은 형 김만기와 함께 오직 어머니 윤씨만을 의지하고 살았고, 부인 윤씨는 두 형제가 아비 없이 자라는 것에 대해 걱정하면서 남부럽지 않게 키우기 위해 모든 정성을 기울였다.
일찍이 아버지가 순절하여, 무심한 동리 아이들로부터 아버지 없는 자식이라 놀림당하였으나, 어머니 윤씨는 지극정성을 쏟아 형제를 가르쳤다. 그는 후일 소설을 좋아하는 늙은 어머니를 위해 저서인 사씨남정기, 구운몽 등을 언문(한글)으로 지었다.

### 소년기
어머니 해평 윤씨 부인은, 아무리 궁색한 살림에도 자식에게 필요한 서책을 구입함에 값의 고하를 묻지 않았다. 또 이웃에 사는 홍문관 서리를 통해 책을 빌려 손수 등사해 교본을 만들기도 했다. 윤씨 부인은 ≪소학≫·≪사략≫·≪당시≫ 등의 책을 직접 가르치기도 했다. 연원 있는 가통과 어머니 윤씨의 희생적 가르침은 훗날 김만중의 생애와 사상에 적지 않은 영향을 끼친 것으로 보인다.
1648년 12세에 이미 과문(科文)을 쓸 만큼 글재주가 향상되었고, 1650년 14세에 향시(鄕試)에 합격하였다. 1653년 사마시에 1등으로 합격하여 진사(進士)가 되었다.

### 관료 생활
1665년(현종 6) 정시문과에 장원, 성균관 전적(成均館 典籍)에 임명되고, 예조좌랑(禮曹佐郞)에 옮겼다. 이후 사간원정언(正言)·지평(持平)·수찬(修撰)·교리(校理)를 지냈다. 그 뒤 시강원 사서(侍講院 司書)에 임명되었다. 1667년 사헌부 지평(司憲府 持平)으로 옮겼다가 문학(文學 : 세자 시강원의 정5품 벼슬)으로 전직되었고, 바로 홍문관 수찬(修撰)이 되었다.
1671년(현종 12) 암행어사가 되어 경기·삼남 지역의 진정(賑政)을 조사하였다. 1672년 겸문학·헌납(獻納)을 역임하고 동부승지가 되었으나 1674년 인선왕후가 작고하여 자의대비(장렬왕후)의 복상문제, 즉 권력의 정통성 논란(제2차 예송논쟁)에서 서인이 패하자, 관직을 삭탈당하였다.
이판(吏判) 김수항이 제2차 예송 논쟁으로 임금의 뜻을 거슬리자 임금은 교서(敎書)를 내리어 박절한 책망을 했었다. 이때 남인들은 김수항에게 죄를 줄 것을 청하였고, 김만중은 관료(館僚)와 더불어 차자(箚子)를 올리어 간하니, 임금은 엄중한 비답을 내리자 또 관료로 더불어 상소 사직했다.
그 후 다시 등용되어 1679년(숙종 5) 예조참의, 1680년 사간원대사간이 되었다. 1680년(숙종 6년) 보사원종공신 1등(保社原從功臣一等)에 책록되었다. 1683년(숙종 9) 공조판서, 이어 대사헌이 되었으나 조지겸 등의 탄핵으로 전직되었다. 1685년 홍문관 대제학, 예조판서, 병조판서, 1686년 좌참찬, 지경연사로 있으면서 김수항이 아들 김창협(金昌協)의 비위(非違)까지 도맡아 처벌되는 것이 부당하다고 상소했다가 선천에 유배되었다.

### 생애 후반
1687년 판의금부사가 되었다가, 예문관 제학, 장악원 제조를 겸임했다. 이 해 여름에 조사석이 우의정에 임명되자, 당초에 사석의 매복(枚卜)을 명할 때 대신 김수항, 이단하 등의 건의로 임명되었다. 이때 헌납 민진주는 상소로 그의 도착된 거조와 해괴한 소문을 의논하니, 임금은 엄한 책망을 가했다. 이때 조사석의 추문 등을 지적한 언관들을 보호하였다.
조사석과 장희빈의 어머니 윤씨의 내연관계에 대한 사실을 발설한 언관들에 대한 탄압이 가해지자, 그는 경연장에 직접 나서서 숙종의 면전에서 "조사석이 장차 정승이 된 것은 희빈 장씨 때문은 아니냐"며 항의하였다. 그러나 숙종의 진노를 얻어 도리어 파직, 바로 유배당했다가 1688년 방환되었다. 1689년 박진규(朴鎭圭)·이윤수(李允修) 등의 탄핵으로 다시 남해(南海)에 유배되어 병사하였다.
김만중이 『구운몽』을 언제 어디서 지었는지에 의해 김무조 수가 1974년 「서포소설의 연구」에서 구운몽은 서포가 이 세상에 나서 목적했던 모든 것이 이제는 소생할 길이 없다는 결정적 시기에 제작됐다며 남해 용문사 등 남해의 지명과 서포의 사상적 측면을 연계해 남해설을 처음 주장했다. 하지만 1988년 일본 천리대 도서관에서 서포의 일대기를 담은 『서포연보』가 발견됨으로써 『구운몽』의 저작 시기는 선천의 귀양지로 확실해졌다.

### 사후
비석을 세울 때, 형 김만기의 아들인 죽천(竹泉) 김진규(金鎭圭)가 직접 행장을 지었다. 또한 김진규는 그의 초상화를 직접 그려서 후세에 전하였다.
1698년(숙종 24) 관직이 복구되고 1706년(숙종 32) 효행에 대해 정표(旌表)가 내려졌다.

#### 현대
1968년부터 국사편찬위원회에서 서포집과 구운몽 등의 한글 번역화되어 국역본이 간행되었다.
2001년 1월 10일 그의 조카 죽전 김진규가 그린 그의 초상화가 대전광역시 문화재위원회에서 심의 의결되어 대전광역시 지정 문화재로 등록되었다.

## 작품과 사상
《구운몽》은 자신의 어머니를 위로하기 위해 쓴 것으로 전문을 한글로 집필하여 조선 숙종 때 소설 문학 및 서민 문학의 선구자가 되었다. 한편, 한글로 쓴 문학이라야 진정한 국문학이라는 국문학관을 피력하였다. 김만중의 대표작 중 하나인 《사씨남정기》에 대해 당시 인현왕후를 옹호하기 위해서 쓴 정치소설이라는 주장도 있으나, 역사 속의 《사씨남정기》는 명나라 때 있었다는 이야기를 소설로 만든 역사소설이라고 한다.
김만중은 주자주의가 지배하는 조선 왕조에서 집권 세력의 일원이었을 뿐만 아니라 중요한 위치에 있었으므로 당연히 주자주의로 일관했을 법하다. 하지만 훌륭한 가문이라서 언론과 사상의 자유가 보장된 때문인지, 주자주의에 대한 회의를 내비치기도 하고 불교적 용어를 거침없이 사용하기도 함으로써 진보적인 성향을 보였다. 당시의 보편 문어였던 한문으로 써야만 글로 여겼던 당대 분위기에서 김만중의 이 같은 자각은 매우 이례적인 것이었다.

## 저서
- 《구운몽(九雲夢)》
- 《사씨남정기(謝氏南征記)》
- 《서포만필(西浦漫筆)》
- 《서포집(西浦集)》
- 《고시선(古詩選)》

## 가족 관계
- 조부 : 김반(金槃, 1580 ~ 1640)
- 큰조모 : 김진려(金進礪)의 딸 구 안동 김씨 - 조부 김반의 상배한 첫번째 부인
  - 큰아버지 : 김익희(한국 한자: 金益熙, 1610년 3월 29일~1656년 5월 1일)
    - 큰어머니 : 한산 이씨 부인

  - 친조모 : 서주(徐澍)의 딸 연산 서씨 - 조부 김반의 재혼한 두번째 부인
    - 부친 : 김익겸(金益兼, 1614 ~ 1636)
- 외조부 : 윤지(尹墀, 1600 ~ 1644)[7]
- 외조모 : 홍명원의 딸 홍선원(洪善媛, 1601 ~ ?)
  - 모친 : 해평 윤씨(海平 尹氏, 1617 ~ 1689)
    - 부인 : 이은상(李殷相)의 딸 연안 이씨
      - 아들 : 김진화(金鎭華, 1655 ~ ?)
      - 며느리 : 이합(李柙)의 딸 덕수 이씨
        - 손자 : 김용택(金龍澤, ? ~ 1722)
        - 손자 : 김광택(金光澤)
        - 손녀 : 이익지(李翊之)의 처

      - 딸 : 김수혜(金秀惠, 1657 ~ ?)
      - 사위 : 전주 이씨 이이명(李頤命, 1658 ~ 1722)
        - 외손녀 : 경주 김씨 김정운(金鼎運)의 처
        - 외손녀 : 안동 김씨 김시발(金時發)의 처
        - 외손녀 : 나주 임씨 임상익(林象翼)의 처
        - 외손녀 : 김신겸(金信謙)의 처
        - 외손녀 : 김원조(金遠祚)의 처
        - 외손자 : 이기지(李器之, 1690 ~ 1722)

## 관련 작품

### 드라마
- 《인현왕후》 (MBC, 1988년~1988년, 배우:전인택)
- 《장희빈》 (KBS, 2002년~2003년, 배우:신충식)
- 《HDTV 문학관 - 서러워라 잊혀진다는 것은》 (KBS1. 2007년, 배우: 박지일)

## 사진

초상화

## 소설가로서의 대표작
- 《구운몽》
- 《사씨남정기》

## 같이 보기
| - 노도 - 남해유배문학관 - 경신환국 - 기사환국 - 김만기 - 김익겸 - 김익훈 - 송시열 - 인경왕후 - 인현왕후 - 희빈 장씨 - 김춘택 - 송준길 - 허적 - 인현왕후 - 민유중 - 민정중 - 김육 - 김좌명 | - 갑술환국 - 장희빈 - 서포만필 - 사씨남정기 - 구운몽 - 김집 - 김장생 - 송준길 - 윤증 - 윤휴 - 김우명 - 김익훈 - 김석주 - 홍우원 - 허목 | - 병자호란 - 민진후 - 민광훈 - 윤선거 - 윤선도 - 윤증 - 조사석 |

## 참고 자료
- 한기범,「서포 김만중의 관료활동과 경세사상」,『한국사상과 문화』25집, 2004. 9
- 본 문서에는 지식을만드는지식에서 CC-BY-SA 3.0으로 배포한 책 소개글을 기초로 작성된 내용이 포함되어 있습니다.
- 이 문서에는 다음커뮤니케이션(현 카카오)에서 GFDL 또는 CC-SA 라이선스로 배포한 글로벌 세계대백과사전의 "실학의 발생" 항목을 기초로 작성된 글이 포함되어 있습니다.

### 내용주
1. ↑  1665년 친형이 시험관으로 나왔기에 사실상 과거에 장원한 부정행위자였다. 이후, 관직이 판의금부사, 장악원 제조 등에 이르렀다.
2. ↑  사실상 정치 폐습인 분당을 초래한 외척 김만기의 친동생.
3. ↑  김만중, 『서포집』 권10, 선비 정경부인 행장
4. ↑  희빈 장씨의 어머니 윤씨가 조사석의 내연관계였던 것
5. ↑  관람시간은 오전 9시 ~ 오후 6시(동절기 : 오전 9시 ~ 오후 5시 20분까지)이며, 1월 1일, 매주 월요일(월요일이 공휴일인 경우 다음날), 설날 및 추석, 그 밖에 군수가 정하는 휴관일이다.

### 참조주
1. ↑  음력 2월 10일
2. ↑  음력 4월 30일
3. ↑  한국역대인물종합정보시스템[깨진 링크(과거 내용 찾기)]
4. ↑  지만지 사씨 남정기 책소개[깨진 링크(과거 내용 찾기)]
5. ↑  지만지 사씨 남정기 책소개[깨진 링크(과거 내용 찾기)]
6. ↑  서포 김만중 영정 문화재 자료로 - 오마이뉴스 2001년 10월 8일자
7. ↑  정혜옹주와 윤신지의 장남